# Corel Painter Essentials
Corel Painter Essentials – odmiana programu Corel Painter służąca do szkicowania i malowania. Najczęściej z tego oprogramowania korzysta się przy pomocy urządzeń hybrydowych lub tabletów graficznych. 

## Funkcje programu
Corel Painter Essentials umożliwia pracę na warstwach i na dwóch przestrzeniach roboczych. Jeden z nich służy do malowania, rysowania lub szkicowania od podstaw, a drugi pozwala na utworzenie obrazu malarskiego ze zdjęcia. 
Program posiada funkcję malowania za pomocą wirtualnych pędzli m.in. w stylu akrylowym, akwarelowym czy olejnym. Innymi dostępnymi narzędziami są m.in. cyfrowe długopisy, kredki, węgiel drzewny i pastele.
Stronę, na której wykonuje się obraz, można obracać podczas rysowania. 
Program zawiera również samouczki wideo autorstwa Johna Derry'ego, dzięki którym można nauczyć się konwersji zdjęcia na obraz czy malowania od podstaw.

## Historia wersji
| Nr wersji | Rok opublikowania |
| --------- | ----------------- |
| 1         | 2003 r.           |
| 2         | 2004 r.           |
| 3         | 2005 r.           |
| 4         | 2007 r.           |
| 5         | 2015 r.           |
| 6         | 2018 r.           |

## Wymagania sprzętowe
| Komputer          | PC/AT                                            |
| System operacyjny | Windows 7/8/10                                   |
| Procesor          | Intel Core 2/AMD Athlon 64, 2 GHz                |
| Pamięć RAM        | min. 2 GB RAM (zalecane 8 GB RAM)                |
| Dysk twardy       | 1 GB wolnego miejsca                             |
| Karta graficzna   | Rozdzielczość min. 1280x800 (zalecana 1920x1080) |